# Hummeltal
Hummeltal – miejscowość i gmina w Niemczech, w kraju związkowym Bawaria, w rejencji Górna Frankonia, w regionie Oberfranken-Ost, w powiecie Bayreuth, wchodzi w skład wspólnoty administracyjnej Mistelbach. Leży w Szwajcarii Frankońskiej,  przy autostradzie A9. 1 stycznia 2020 do gminy przyłączono 350 ha, pochodzących ze zlikwidowanego obszaru wolnego administracyjnie Lindenhardter Forst-Nordwest.
Gmina położona jest 8 km na południowy zachód od Bayreuth, 42 km na wschód od Bambergu i 55 km na północny wschód od Norymbergi.

## Dzielnice
W skład gminy wchodzą dzielnice: 
| - Bärnreuth - Creez - Eichen - Gubitzmoos - Hinterkleebach - Hohenreuth - Moritzmühle | - Moritzreuth - Muthmannsreuth - Nees - Neumühle - Pettendorf - Pettendorfer Mühle - Pittersdorf | - Röthelbach - Rosengarten - Schützenmühle - Steinmühle - Voitsreuth - Weiglathal |

## Demografia
| Rok  | Liczba mieszk. |
| ---- | -------------- |
| 1970 | 1499           |
| 1987 | 1897           |
| 2000 | 2504           |
| 2006 | 2488           |

## Oświata
(na 1999)

W gminie znajduje się 75 miejsc przedszkolnych (z 76 dziećmi) oraz szkoła podstawowa (17 nauczycieli, 260 uczniów).